# Nemi-Schiffe

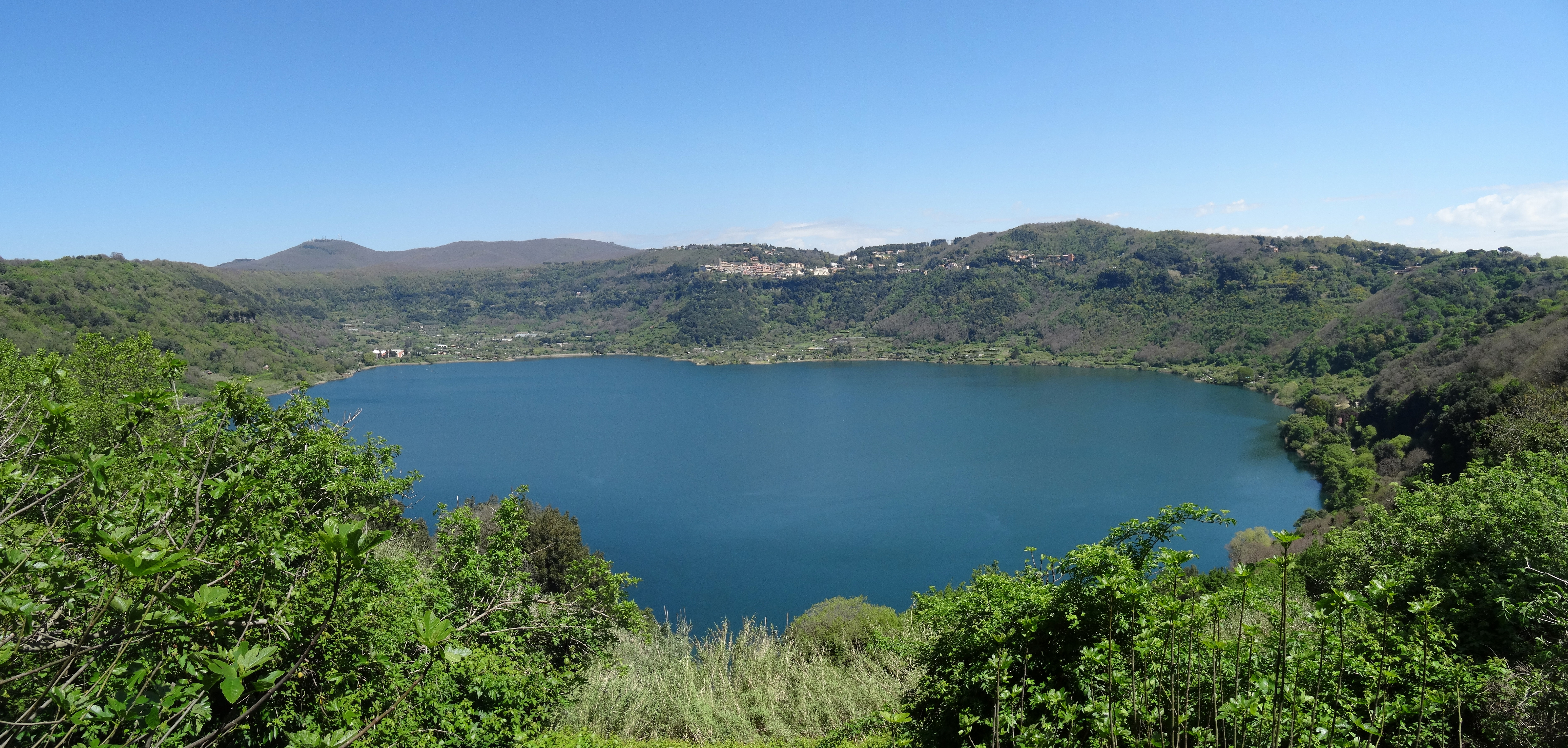
Blick auf den Nemi-See

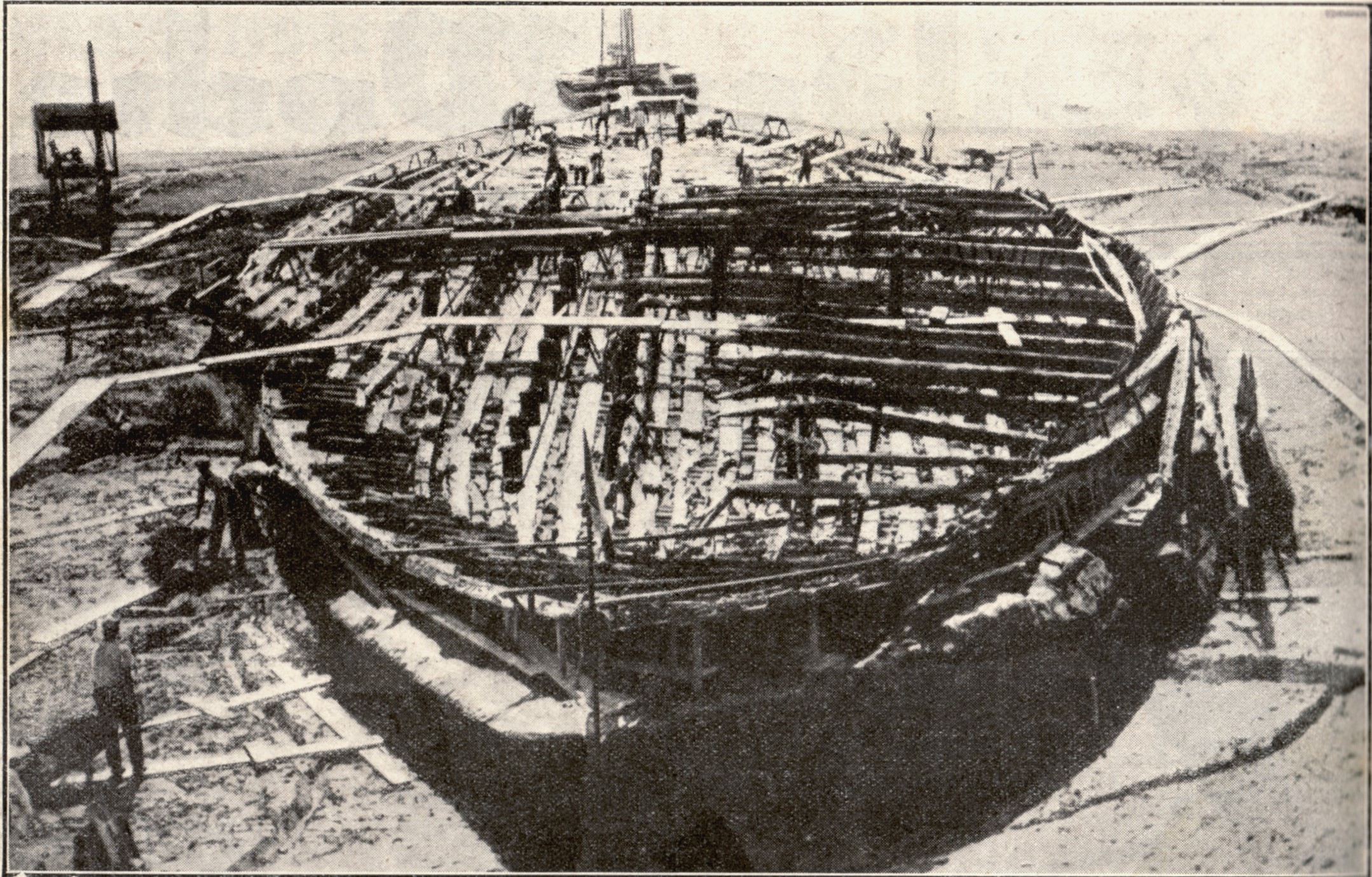
Das größere der beiden Schiffe Caligulas

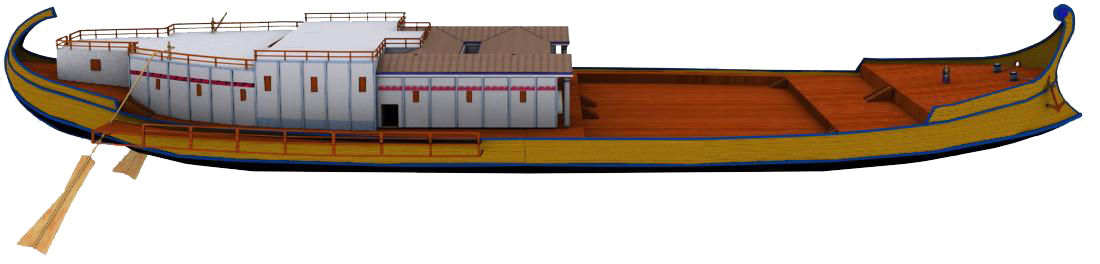
Rekonstruktionsversuch Schiff A

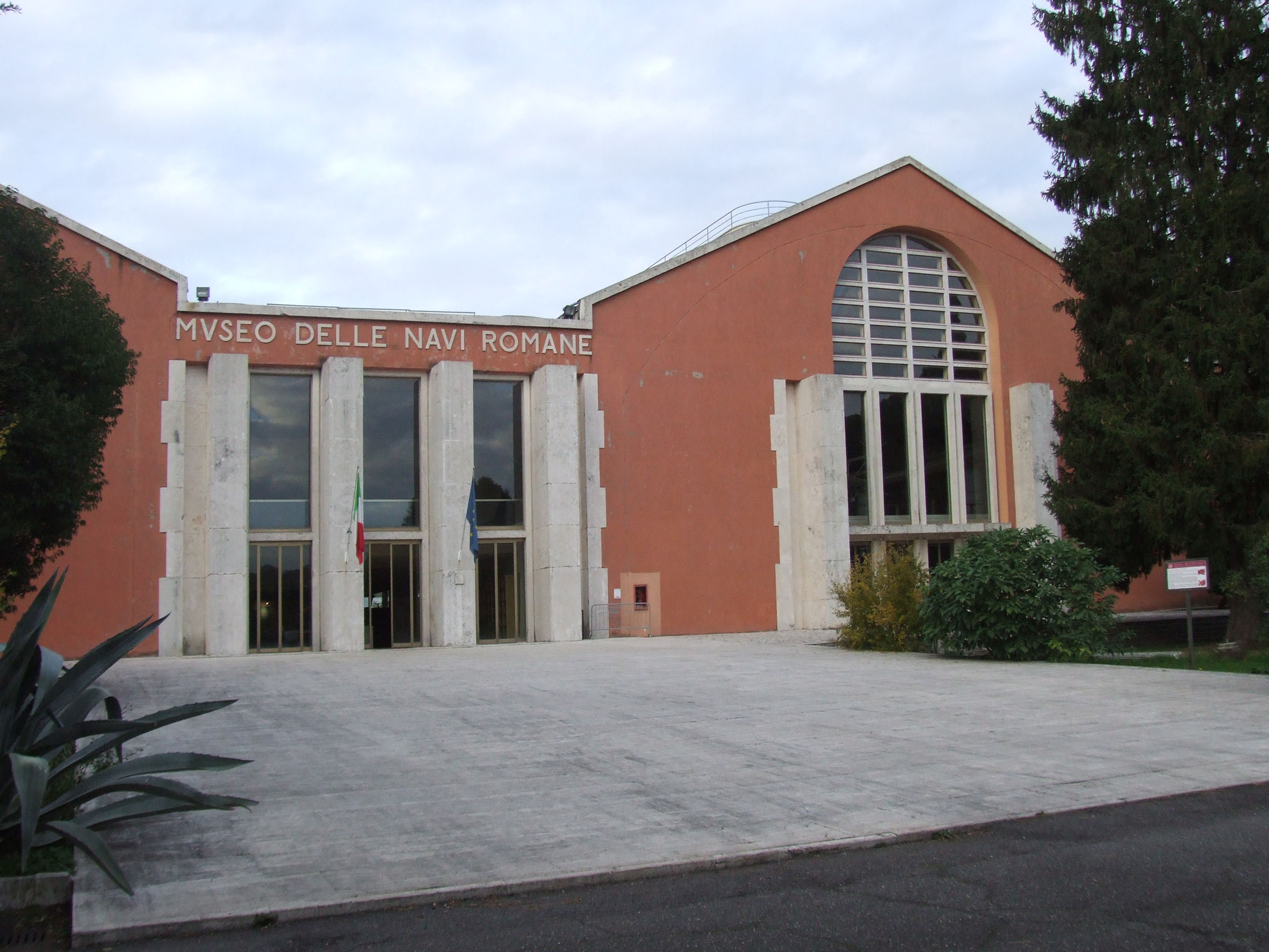
Museo delle Navi

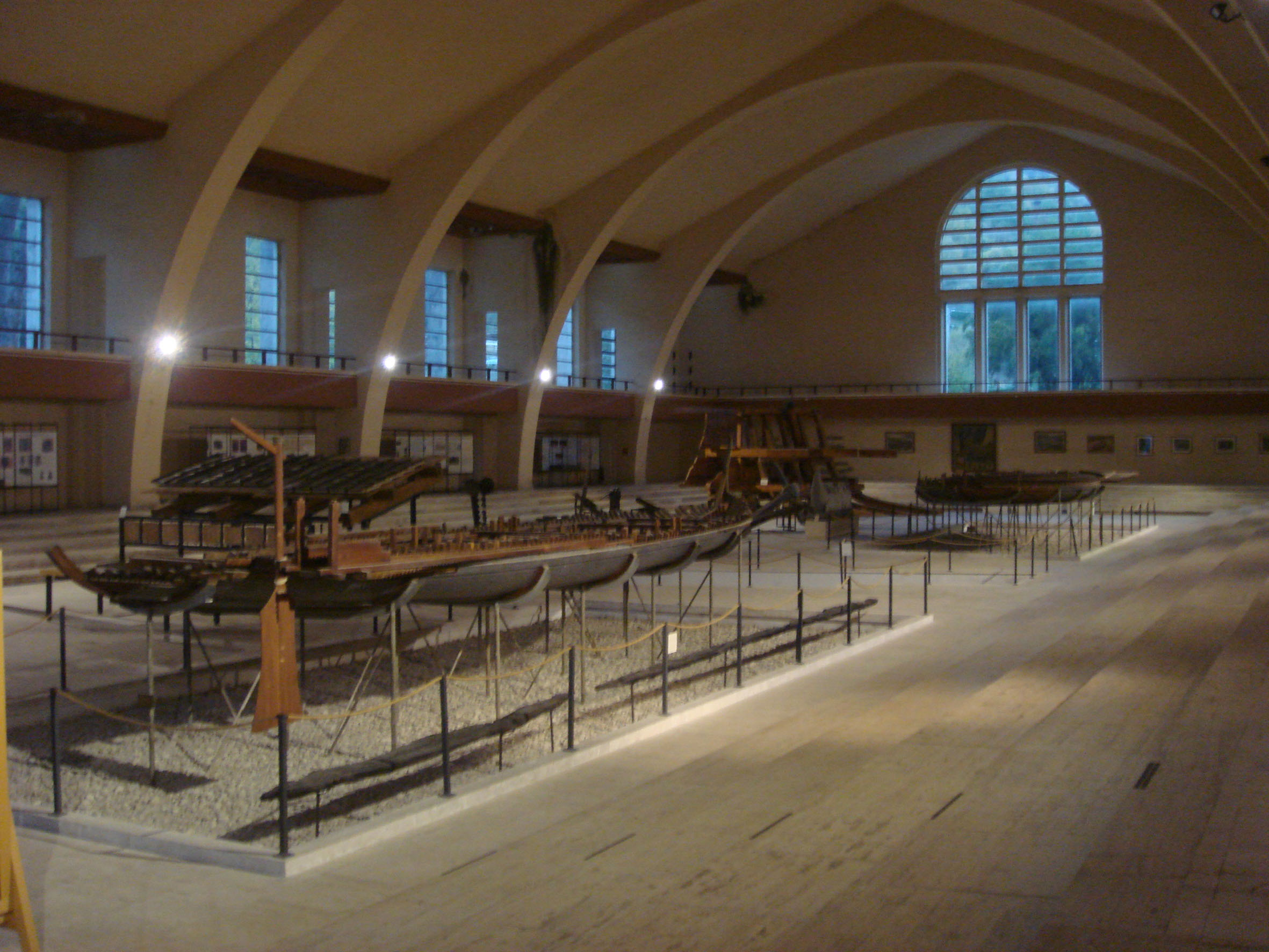
Museo delle Navi

Die Nemi-Schiffe waren zwei große antike Schiffe, die Kaiser Caligula in seiner Amtszeit (37–41 n. Chr.) zu Ehren der Göttin Diana bauen ließ. Sie wurden 1929 und 1932 aus dem Nemisee geborgen, dem Kratersee eines erloschenen Vulkans, 27 km südöstlich von Rom. 1944 wurden sie durch ein Feuer zerstört.

## Der Diana-Kult
Bereits in der Bronzezeit gab es am Nemisee, in den Albaner Bergen gelegen, einen Opferplatz, welcher seit römischer Zeit der Verehrung der Göttin Diana diente. Eine direkte Kontinuität einer bronzezeitlichen Gottheit liegt nahe, kann jedoch nicht bewiesen werden. Nachdem Nemi 338 v. Chr. von den Römern erobert worden war, wurde das Heiligtum monumental ausgebaut und näher an den See gerückt. Es war damals ein wichtiges Pilgerziel, vor allem für Frauen mit Kinderwunsch. Auch Kaiser Gaius Julius Caesar Germanicus, bekannter unter seinem Beinamen Caligula, war dieser Göttin eng verbunden und ließ das Heiligtum der Diana Nemorensis restaurieren.

## Die Schiffe

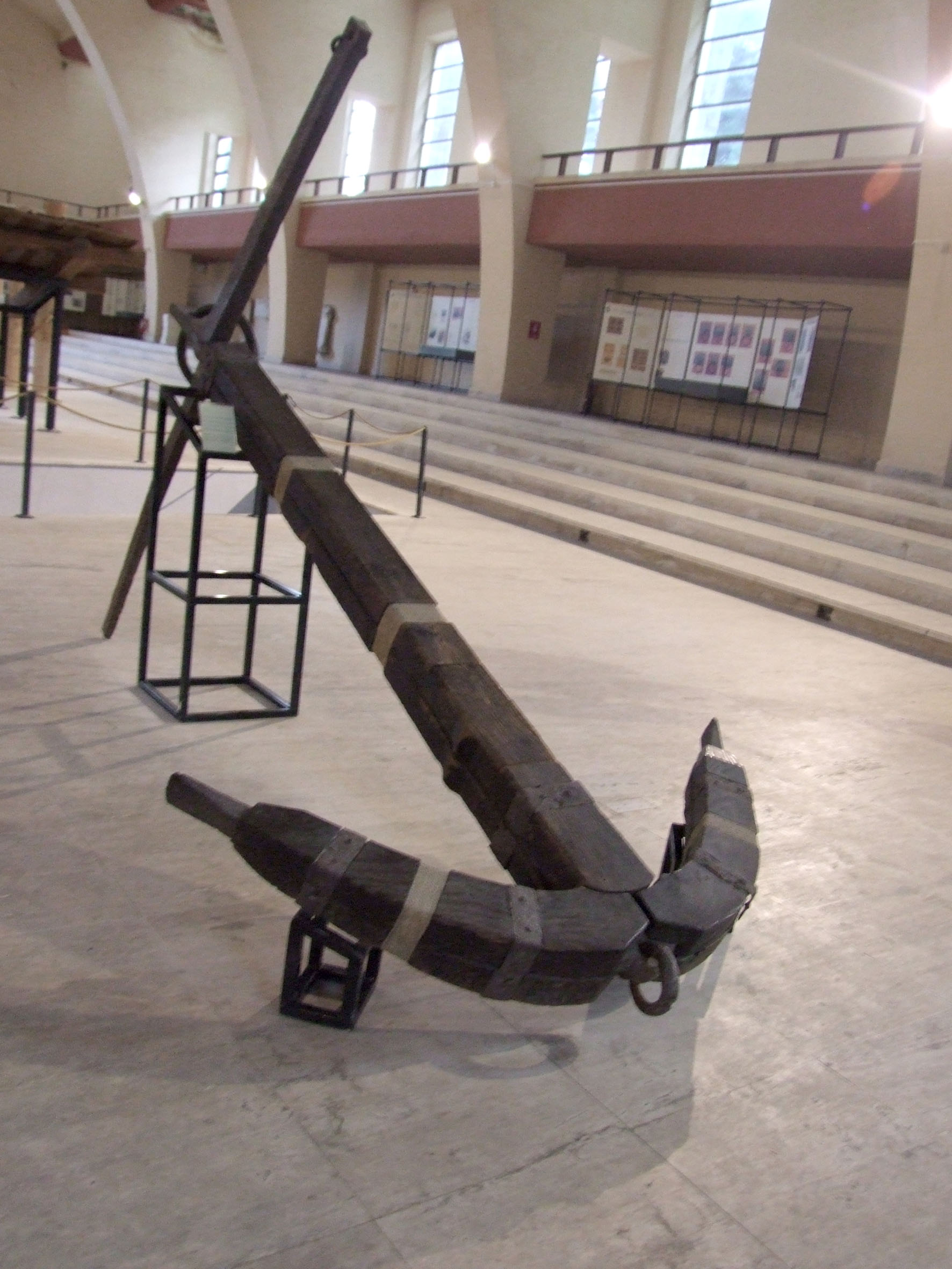
Schiffsanker

Die Schiffe hatten im Verhältnis zu dem kleinen See mit seinen circa 1.000 m Durchmesser gigantische Ausmaße: Das erste Schiff war 73 m lang und 24 m breit, das zweite maß 71 m auf 20 m. Beide hatten einen flachen, kiellosen Rumpf. Bug und Heck des zweiten Schiffs waren dabei baugleich ausgeführt, damit es in beide Richtungen fahren konnte, ohne zu wenden.
Auf einem der Schiffe stand ein Tempel für Diana, der mit Marmorsäulen, Mosaikböden und vergoldeten Bronzeziegeln geschmückt war. Das zweite Schiff trug eine Palastanlage für Caligula mit einem Warmwassersystem, das Thermen an Bord versorgte. Durch die Bleirohre, die Stempel Caligulas tragen, konnten die Schiffe zweifelsfrei zugewiesen werden.
Der Rumpf der Schiffe war durch einen Anstrich mit Eisenmennige geschützt. Darüber lag eine dünne Schicht aus Wolle, die mit einer Mischung aus Pech, Bitumen und Harz imprägniert war. Darüber waren mit Kupfernägeln 1 mm dünne Bleiplatten befestigt. Damit waren die Schiffe optimal gegen die Anlagerung von Organismen wie Muscheln geschützt, die das Holz geschädigt hätten. Allerdings tritt dieses Problem nur im Salzwasser auf und ist nicht im Süßwasser des Nemisees zu erwarten. Dies legt nahe, dass es sich bei den Schiffen auch um Prototypen handelte, an denen antike Schiffbauingenieure neue Techniken auf dem ruhigen Nemisee zum Einsatz auf dem Meer erprobten.
Die Schiffe hatten zahlreiche technische Details, wie Anker mit beweglichen Flunken, Wasserhähne, Kugellager und Pumpsysteme, die erst Ende des 19. Jahrhunderts wieder erfunden wurden. Diese Exponate sind teils im Original, teils als nachgebaute Modelle heute noch im Museum zu besichtigen.
Ob die Schiffe sofort nach dem Sturz Caligulas 41 versenkt wurden oder erst später sanken, ist ungeklärt. Es gibt keine antiken Quellen zu den Schiffen.

## Wiederentdeckung und Bergung
Über das Mittelalter waren die Schiffe zwischenzeitlich in Vergessenheit geraten. Doch zogen immer wieder Fischer Funde aus dem See, die einen antiken Schatz im See vermuten ließen. Die ersten Versuche, diesen zu heben, wurden in der Renaissance von Leon Battista Alberti 1446 unternommen. Er ließ ein Floß aus Fässern bauen und senkte von dort aus mit Haken bewehrte Seile ins Wasser. Geborgen werden konnten jedoch nur Teile einer großen Statue. 1531 versuchte Francesco De Marchi mit einer der ersten Taucherglocken sein Glück, doch konnte auch er nur einige wenige Einzelteile heraufholen. Kaum mehr Erfolg hatten spätere Bergungsversuche in den Jahren 1827 und 1895. Hierbei wurden Teile der Schiffsaufbauten beschädigt, wobei sich jedoch zugleich deren Lage klärte: Im Schlick lagen zwei große Schiffe: eines recht nahe am Ufer in 5 bis 12 Meter Tiefe, das zweite weiter zur Seemitte hin in 15 bis 20 Meter Tiefe.
1924 starteten die Voruntersuchungen für das aufwändige und schließlich erfolgreiche Unternehmen, beide Schiffe zu bergen. In einer Rede am 9. April 1927 erklärte Benito Mussolini die Bergung der Schiffe zu einem wichtigen nationalen Ziel. In zweijähriger Arbeit wurde zunächst der antike Entwässerungstunnel restauriert, um das Wasser des Sees soweit abzupumpen – in einen Kanal im Tal von Ariccia ab Oktober 1928 –, dass Archäologen auf trockenem Seegrund an den Schiffen arbeiten konnten. Gleichzeitig wurde eine Straße von Genzano zum See hinunter gebaut, damit die archäologische Stätte leichter zu erreichen war. Dabei stieß man auf die antike Via Virbia, die zum Heiligtum der Diana führte; ein Abschnitt der antiken Pflasterung ist heute im Museum freigelegt.
Das erste Schiff tauchte am 28. März 1929 aus dem Wasser auf. Die Wissenschaftler, die mit der Dokumentation und der Untersuchung der Funde begannen, wurden auch von einer Abordnung der britischen Royal Navy unterstützt. Im September 1929 konnte das ufernahe Schiff geborgen werden. Das zweite Schiff tauchte Ende Januar 1930 aus dem See auf und wurde Ende 1932 geborgen. Die restaurierten Schiffe konnten ab 1940 im hierfür erbauten Museum am Seeufer den Besuchern präsentiert werden.

## Zerstörung
In der Nacht vom 31. Mai auf den 1. Juni 1944 wurden das Museum und die Schiffe durch ein Feuer vollständig zerstört. Gerettet wurden nur wenige Einzelteile, die ins Museo Nazionale Romano in Rom ausgelagert waren. Eine Untersuchung direkt nach Kriegsende beschuldigte Soldaten der deutschen Wehrmacht der vorsätzlichen Brandstiftung. Später wurde jedoch auch die Möglichkeit diskutiert, dass Flüchtlinge, die damals im Museum übernachteten, durch offenes Feuer den Brand ausgelöst haben könnten oder der Brand durch den Beschuss durch amerikanische Streitkräfte ausgelöst wurde. Der tatsächliche Hergang wird sich wohl nicht mehr klären lassen. 
Im Sommer 2020 wurde bekannt, dass der Bürgermeister von Nemi, Alberto Bertucci, im Namen des Stadtrates von der deutschen Bundesregierung Schadensersatz für die Zerstörung der Schiffe fordert. Das Geld will er dazu verwenden, die Schiffe, möglicherweise im 3D-Druckverfahren, rekonstruieren zu lassen und anschließend im örtlichen Museum auszustellen. Zur Begründung seiner Forderung behauptete Bertucci, er habe „Berichte, umfangreiche Dokumente und Zeugnisse“ in den Händen, dass die schwere Flakabteilung 163 der deutschen Wehrmacht für die Zerstörung der Schiffe verantwortlich gewesen sei; es habe sich dabei um mutwillige Brandstiftung gehandelt. Um seinem Verlangen Nachdruck zu verleihen, zog er den in Florenz ansässigen deutschen Rechtsanwalt Joachim Lau hinzu, der bereits zuvor Nachfahren von SS-Opfern in Italien bei Entschädigungsprozessen vertreten hatte. Bertuccis Initiative sicherte ihm die Aufmerksamkeit zahlreicher italienischer und deutscher Medien, allerdings blieb er bislang die Beibringung seiner angeblichen Beweise schuldig.
In dem 2023 erschienenen Buch von Flavio Altamura und Stefano Paolucci weisen die Autoren schlüssig nach, dass die plausible Erklärung der Zerstörung ein Brand ist, der durch fehlgeleitete amerikanische Granaten ausgelöst wurde. Die Einschläge waren immer bekannt. Mit heutigen Kenntnissen von Brandverläufen ist auch die zeitliche Abfolge schlüssig zu erklären, während Zeitzeugen, die die Deutschen beschuldigten, teilweise eigenes Fehlverhalten zu vertuschen hatten.

## Das Museum heute
Das Museo delle Navi Romane wurde 1933 bis 1939 von Vittorio Ballio Morpurgo erbaut. Nach einer Restaurierung wurde das Museum 1953 wieder eröffnet, jedoch schon nach kurzer Zeit wieder geschlossen. Nach umfangreicher Neustrukturierung wurde das Museum endgültig am 15. Dezember 1988 eröffnet und im Jahr 2000 nochmals neu gestaltet. Die zwei Schiffe werden heute in Modellen im Maßstab 1:5 gezeigt, dazu zahlreiche Einzelstücke, teilweise in Kopie, die 1944 gerettet wurden. Außerdem werden im Museum weitere archäologische Funde aus der Umgebung des Nemisees gezeigt. Einige Originaleinzelstücke von den Nemi-Schiffen sind auch im Museo Nazionale Romano, im Standort Palazzo Massimo, zu sehen.
2017 wurde ein kurz nach dem Krieg gestohlenes Fragment eines Mosaiks aus den USA restituiert.
Die 1995 gegründete Associazione Dianae Lacus hat sich zum Ziel gesetzt, mindestens eines der Schiffe in Originalgröße zu rekonstruieren.

## Drittes Schiff
Aufgrund von Manuskripten aus dem 16. Jahrhundert gehen Archäologen davon aus, dass sich auf dem Grund des Nemi-Sees möglicherweise noch ein weiteres Schiff befindet. Bisherige Suchaktionen blieben allerdings erfolglos.

## Originaleinzelstücke von den Nemi-Schiffen
Originaleinzelstücke von den Nemi-Schiffen, die zwischen 1895 und 1932 aus dem Nemisee geborgen wurden.

Details
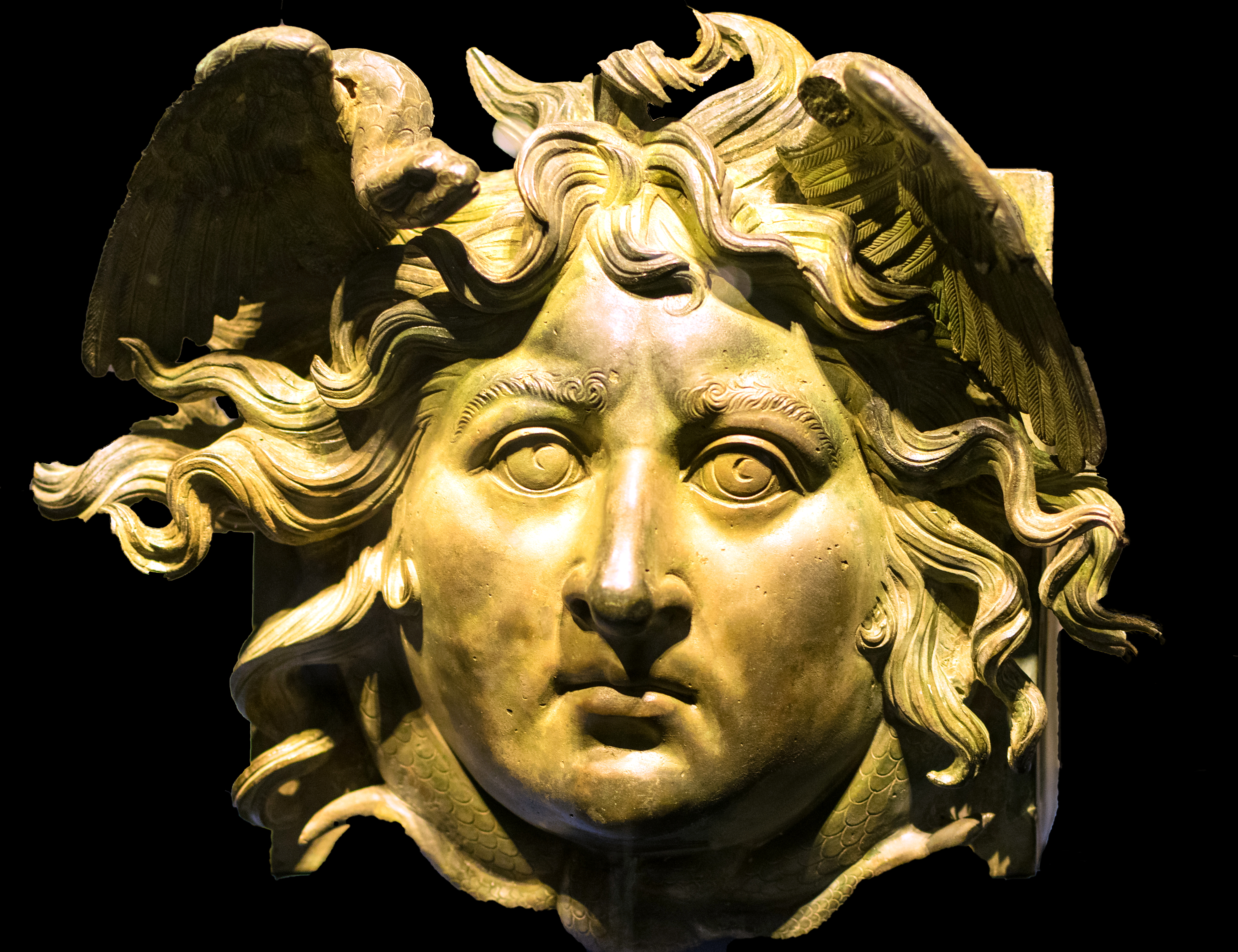
Apotropäische Verzierung (Gorgoneion) in Form eines Medusenhaupts, das am Kopfende eines Holzbalkens an der Vorderseite angebracht war
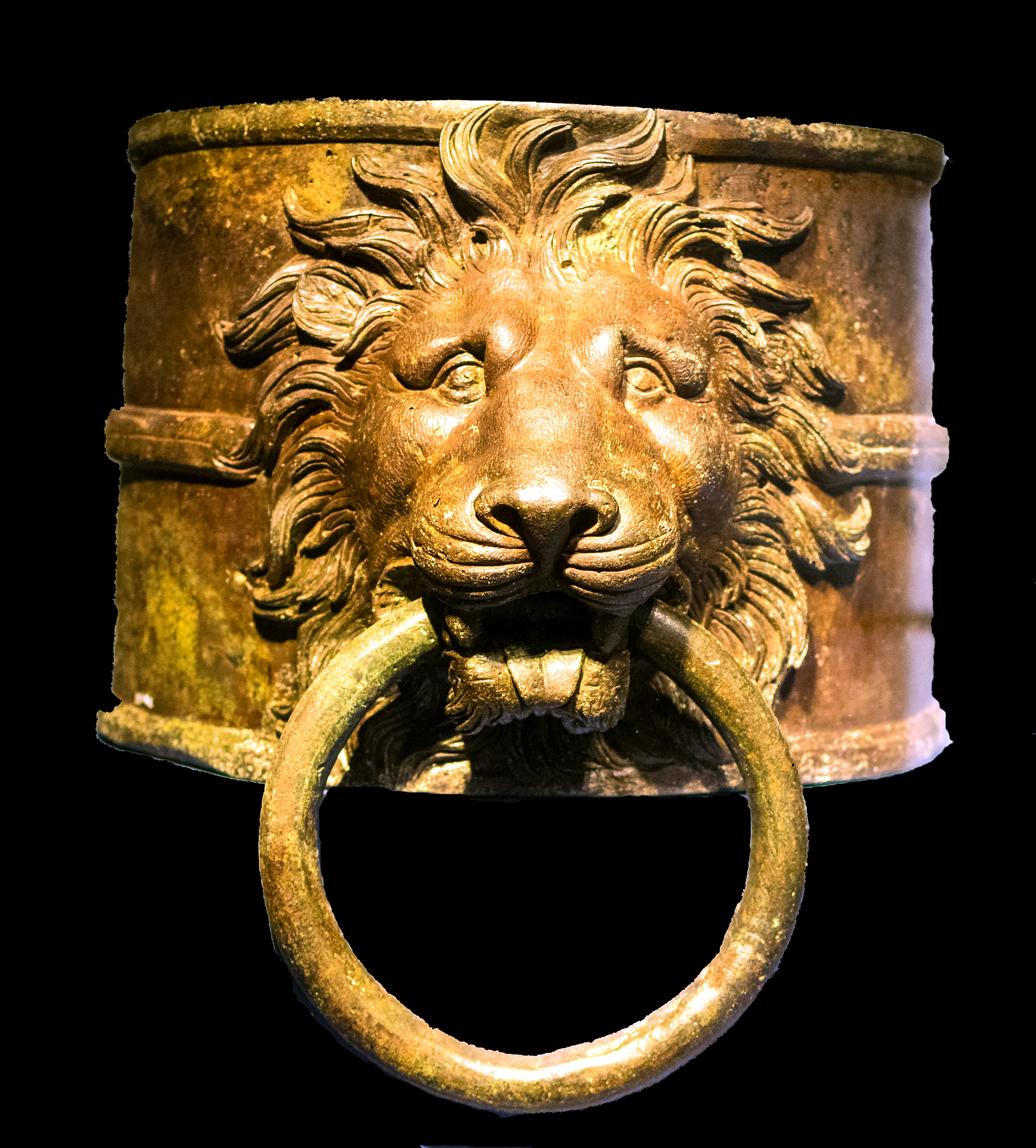
Die Löwenprotomen mit rundem Querschnitt befanden sich als aufgestecktes Endstück an einer der beiden Ruderachsen
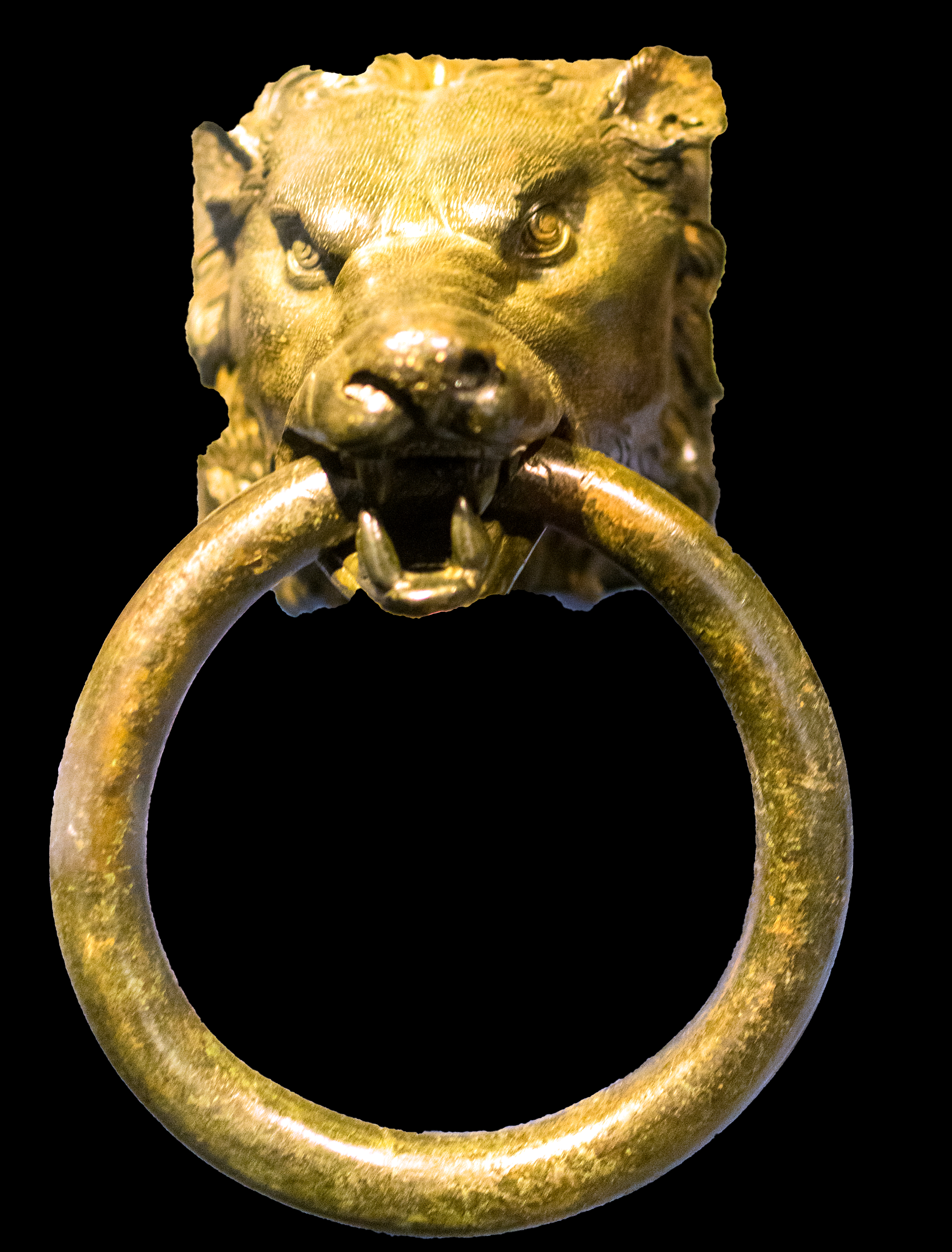
Die Wolfsprotomen mit quadratischem Querschnitt befanden sich am Ende und am Anfang von zwei Holzbalken in der Längsachse für eine Plattform an der Schiffslängsseite, die primär als Anlegestelle diente. Die Ringe der Wolfsprotomen wurden vermutlich zur Befestigung von Beibooten benutzt
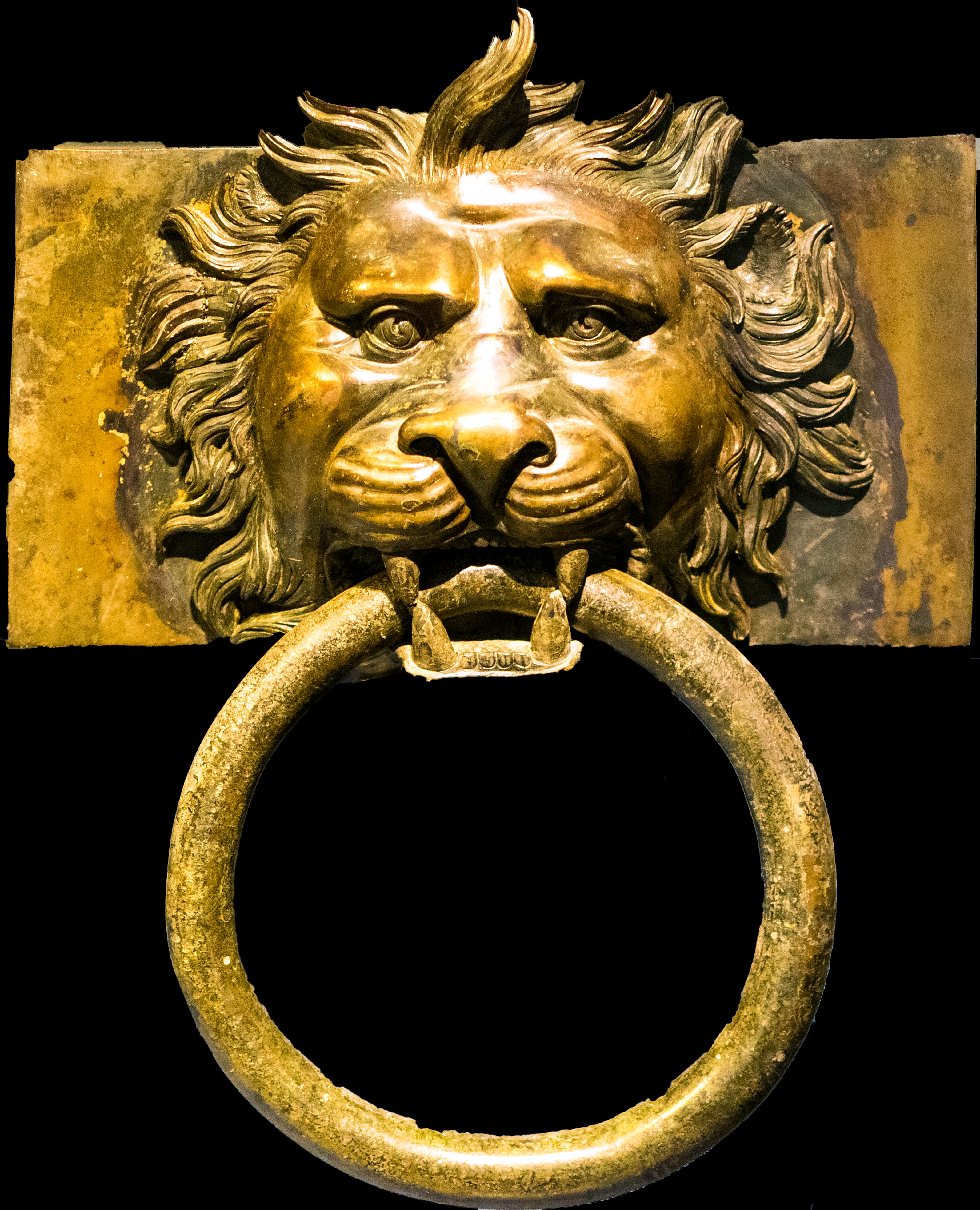
Die Löwenprotomen mit quadratischem Querschnitt befanden sich am Ende von zwei Holzbalken in der Querachse als Ausläufer für eine Plattform jeweils an einer Schiffslängsseite, die primär als Anlegestelle diente. Die Ringe der Löwenprotomen wurden vermutlich zur Befestigung des Schiffs an der Anlegestelle benutzt
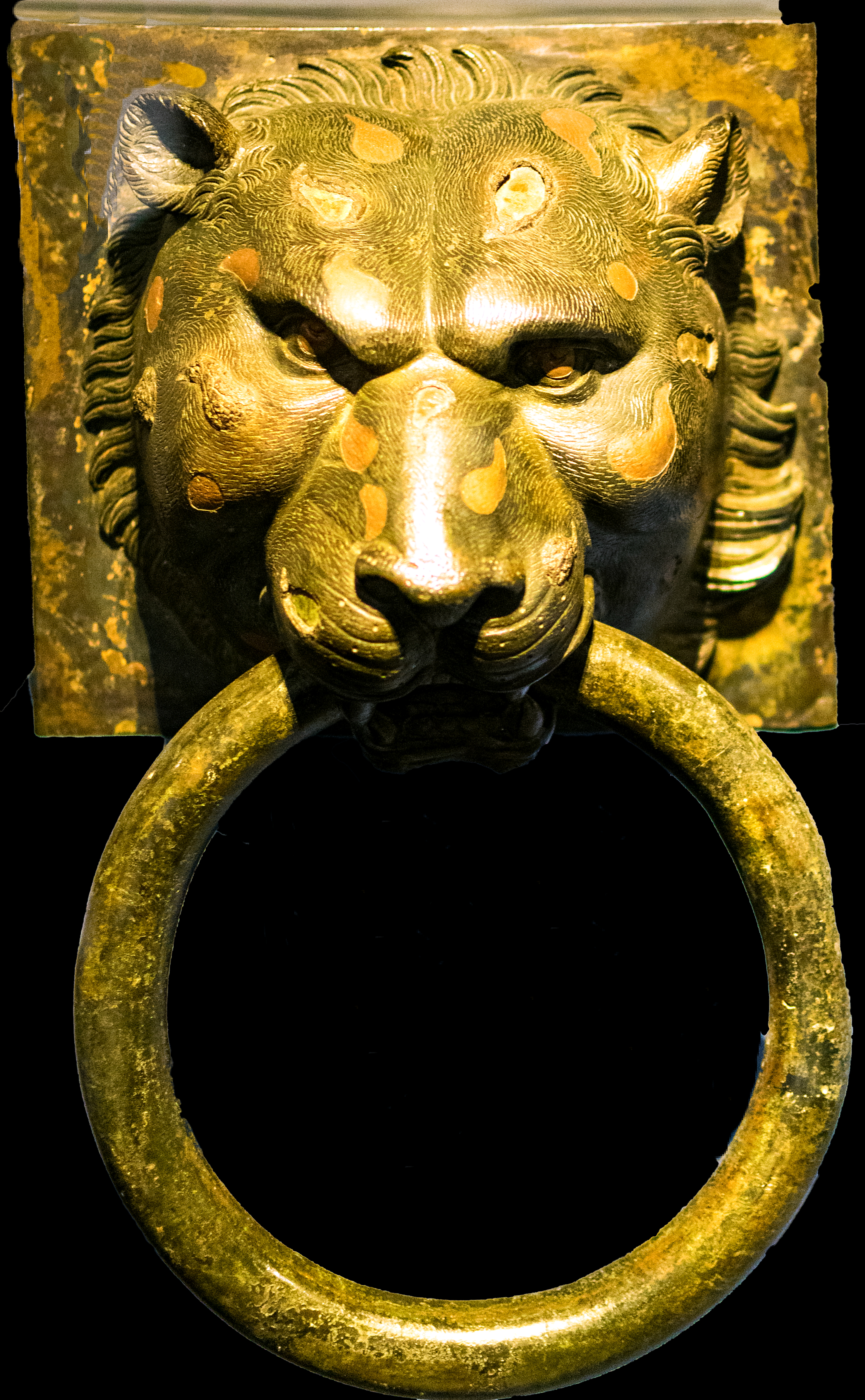
Die Pantherprotomen mit quadratischem Querschnitt befanden sich am Ende von zwei Holzbalken in der Querachse als Ausläufer für eine Plattform jeweils an einer Schiffslängsseite, die primär als Anlegestelle diente. Die Ringe der Pantherprotomen wurden vermutlich zur Befestigung des Schiffs an der Anlegestelle benutzt
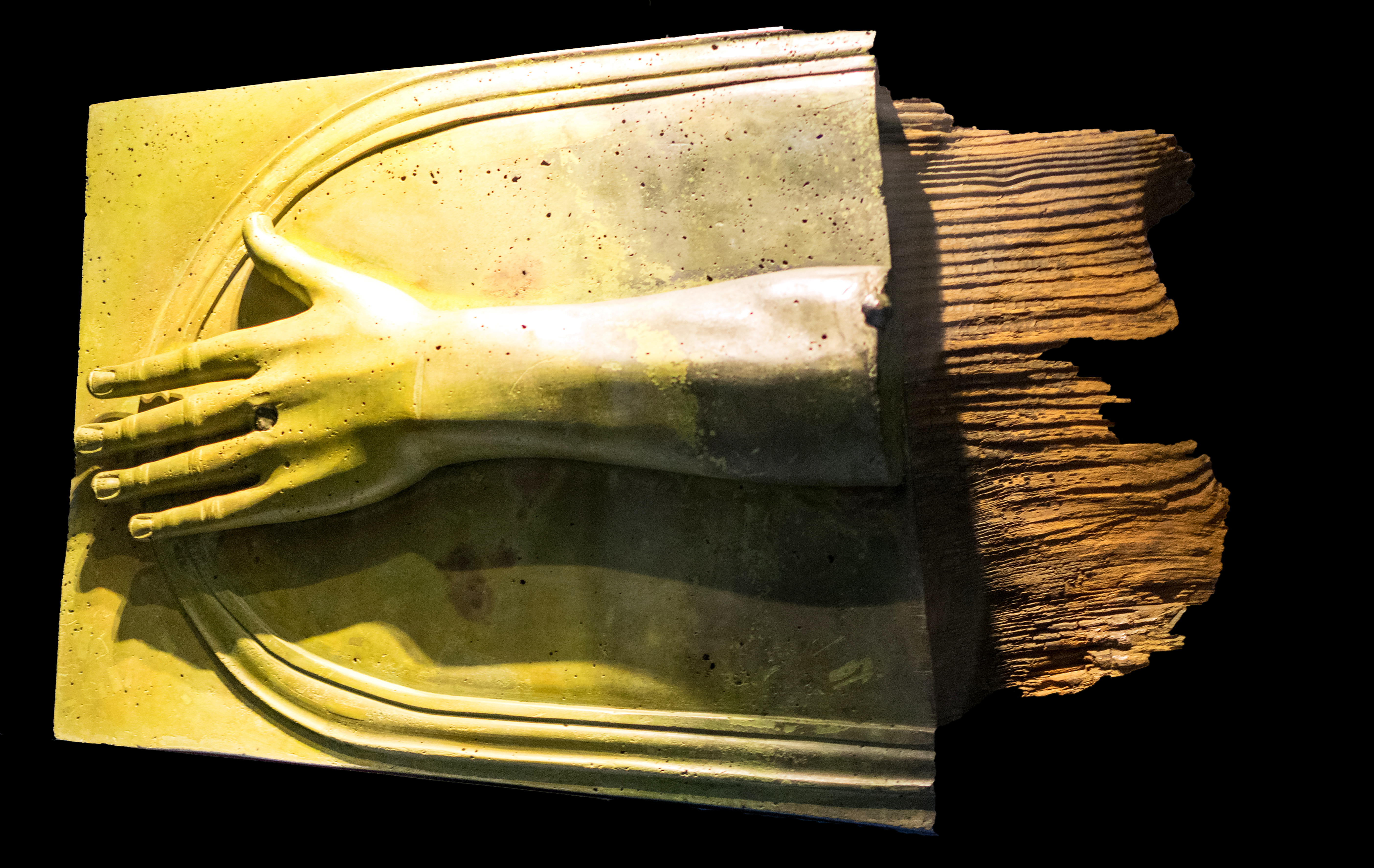
Bronzener, linker Unterarm, der am Balken eines von zwei Ruderkästen des zweiten Schiffes angebracht gewesen war. Dieser diente neben apotropäischen Aspekten der Stabilisierung des jeweiligen Steuerruders
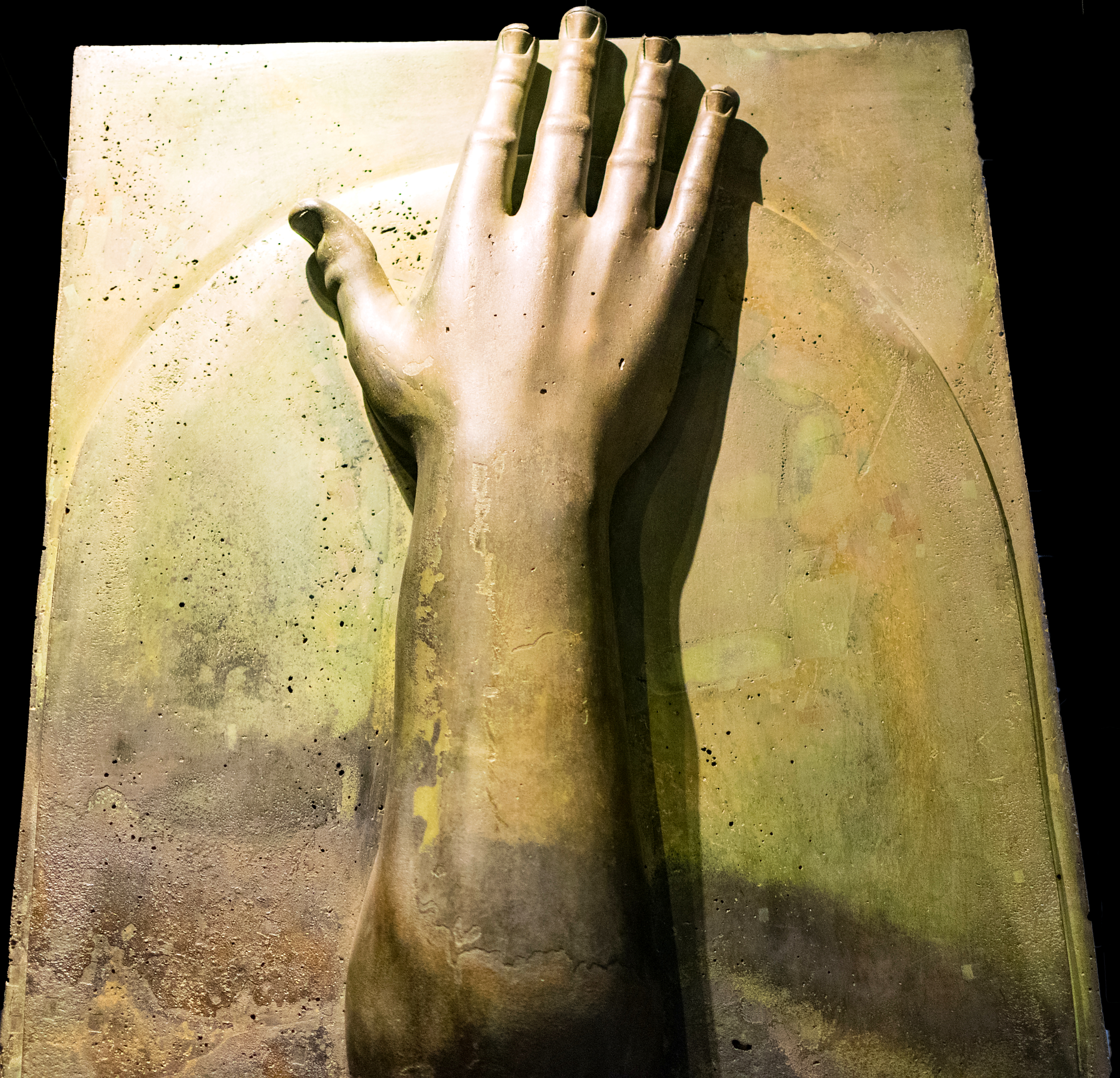
Bronzener, rechter Unterarm, der am Balken eines von zwei Ruderkästen des zweiten Schiffes angebracht gewesen war. Dieser diente neben apotropäischen Aspekten der Stabilisierung des jeweiligen Steuerruders